# 800 meter för damer i friidrott vid olympiska sommarspelen 1984
800 meter för damer vid olympiska sommarspelen 1984 i Los Angeles avgjordes den 6 augusti. 

## Medaljörer
| Gren      | Guld                     | Guld    | Silver              | Silver  | Brons                 | Brons   |
| 800 meter | Doina Melinte · Rumänien | 1.57,60 | Kim Gallagher · USA | 1.58,63 | Fiţa Lovin · Rumänien | 1.58,83 |

## Resultat
- Q innebär avancemang utifrån placering i heatet.
- q innebär avancemang utifrån total placering.
- DNS innebär att personen inte startade.
- DNF innebär att personen inte fullföljde.
- DQ innebär diskvalificering.
- NR innebär nationellt rekord.
- OR innebär olympiskt rekord.
- WR innebär världsrekord.
- WJR innebär världsrekord för juniorer
- AR innebär världsdelsrekord (area record)
- PB innebär personligt rekord.
- SB innebär säsongsbästa.

### Final
Hölls den 6 augusti 1984 
| Placering | Final                 | Tid     |
| --------- | --------------------- | ------- |
|           | Doina Melinte (ROU)   | 1.57,60 |
|           | Kim Gallagher (USA)   | 1.58,63 |
|           | Fiţa Lovin (ROU)      | 1.58,83 |
| 4.        | Gabriella Dorio (ITA) | 1.59,05 |
| 5.        | Lorraine Baker (GBR)  | 2.00,03 |
| 6.        | Ruth Wysocki (USA)    | 2.00,34 |
| 7.        | Margrit Klinger (FRG) | 2.00,65 |
| 8.        | Caroline O'Shea (IRL) | 2.00,77 |

### Semifinaler
- Hölls den 4 augusti 1984

| Placering | Heat 1                      | Tid     |
| --------- | --------------------------- | ------- |
| 1.        | Kim Gallagher (USA)         | 2.00,48 |
| 2.        | Doina Melinte (ROU)         | 2.01,42 |
| 3.        | Ruth Wysocki (USA)          | 2.01,53 |
| 4.        | Caroline O'Shea (IRL)       | 2:02.70 |
| 5.        | Elly van Hulst (NED)        | 2:03.25 |
| 6.        | Angelita Lind (PUR)         | 2:03.27 |
| 7.        | Christine Slythe-Wynn (CAN) | 2:04.95 |
| 8.        | Ranza Clark (CAN)           | 2:05.42 |

| Placering | Heat 2                     | Tid     |
| --------- | -------------------------- | ------- |
| 1.        | Fiţa Lovin (ROU)           | 1.59,29 |
| 2.        | Gabriella Dorio (ITA)      | 1.59,53 |
| 3.        | Margrit Klinger (FRG)      | 2.00,00 |
| 4.        | Lorraine Baker (GBR)       | 2:01.21 |
| 5.        | Robin Campbell (USA)       | 2:01.21 |
| 6.        | Jill McCabe (SWE)          | 2:03.23 |
| 7.        | Grace Verbeek (CAN)        | 2:05.42 |
| 8.        | Shiny Abraham-Wilson (IND) | 2:05.42 |

### Försöksheat
- Hölls den 3 augusti 1984

| Placering | Heat 1                  | Tid     |
| --------- | ----------------------- | ------- |
| 1.        | Margrit Klinger (FRG)   | 2.03,66 |
| 2.        | Ruth Wysocki (USA)      | 2.04,05 |
| 3.        | Jill McCabe (SWE)       | 2.04,16 |
| 4.        | Ranza Clark (CAN)       | 2:04.67 |
| 5.        | Céléstine N'Drin (CIV)  | 2:06.06 |
| 6.        | Christine Bakombo (COD) | 2:18.79 |

| Placering | Heat 2                | Tid     |
| --------- | --------------------- | ------- |
| 1.        | Fiţa Lovin (ROU)      | 2.01,51 |
| 2.        | Robin Campbell (USA)  | 2.01,72 |
| 3.        | Lorraine Baker (GBR)  | 2.01,73 |
| 4.        | Angelita Lind (PUR)   | 2:01.84 |
| 5.        | Selina Chirchir (KEN) | 2:07.17 |
| 6.        | Grace Bakari (GHA)    | 2:14.50 |

| Placering | Heat 3                      | Tid     |
| --------- | --------------------------- | ------- |
| 1.        | Doina Melinte (ROU)         | 2.02,77 |
| 2.        | Caroline O'Shea (IRL)       | 2.03,60 |
| 3.        | Christine Slythe-Wynn (CAN) | 2.04,17 |
| 4.        | Alejandra Ramos (CHI)       | 2:05.77 |
| 5.        | Evelyn Adiru (UGA)          | 2:07.39 |
| 6.        | Zonia Meigham (GUA)         | 2:14.17 |

| Placering | Heat 4                  | Tid     |
| --------- | ----------------------- | ------- |
| 1.        | Kim Gallagher (USA)     | 2.00,37 |
| 2.        | Gabriella Dorio (ITA)   | 2.02,53 |
| 3.        | Elly van Hulst (NED)    | 2.03,38 |
| 4.        | Grace Verbeek (CAN)     | 2:04.16 |
| 5.        | Albertina Machado (POR) | 2:05.74 |
| 6.        | Laverne Bryan (ANT)     | 2:11.44 |